# Крайние точки Словакии
Ниже представлены кра́йние то́чки Словакии по широте и долготе и по высоте над уровнем моря.

## По широте и долготе
Крайние точки Словакии по широте и долготе находятся:
- северная (49° 36′ 50″ с. ш., 19° 26′ 55″ в. д.) — рядом с деревней Оравска-Полгара,[1] в одноимённом муниципалитете, в районе Наместово, в Жилинском крае на границе с Польшей[2];
- южная (47° 43′ 52″ с. ш., 18° 17′ 25″ в. д.)— в деревне Патинце,[1] в одноимённом муниципалитете, в районе Комарно, в Нитранском крае, на границе с Венгрией[3];
- западная (49° 05′ 06″ с. ш., 22° 33′ 33″ в. д.) — недалеко от деревни Загорска-Вес,[1] в районе Малацке, в Братиславском крае, на границе с Австрией, которая проходит по реке Мораве[4];
- восточная (48° 22′ 50″ с. ш., 16° 50′ 00″ в. д.) — недалеко от деревни Новой Седлицы[1], в одноимённом муниципалитете, в районе Снина Прешовского края[5], на горе Кременец, где встречаются границы Польши, Украины (Закарпатская область) и Словакии[5].

Расстояние между самой западной и самой восточной точкой составляет 428 км.
Расстояние между самой северной и самой южной точкой составляет 224 км.

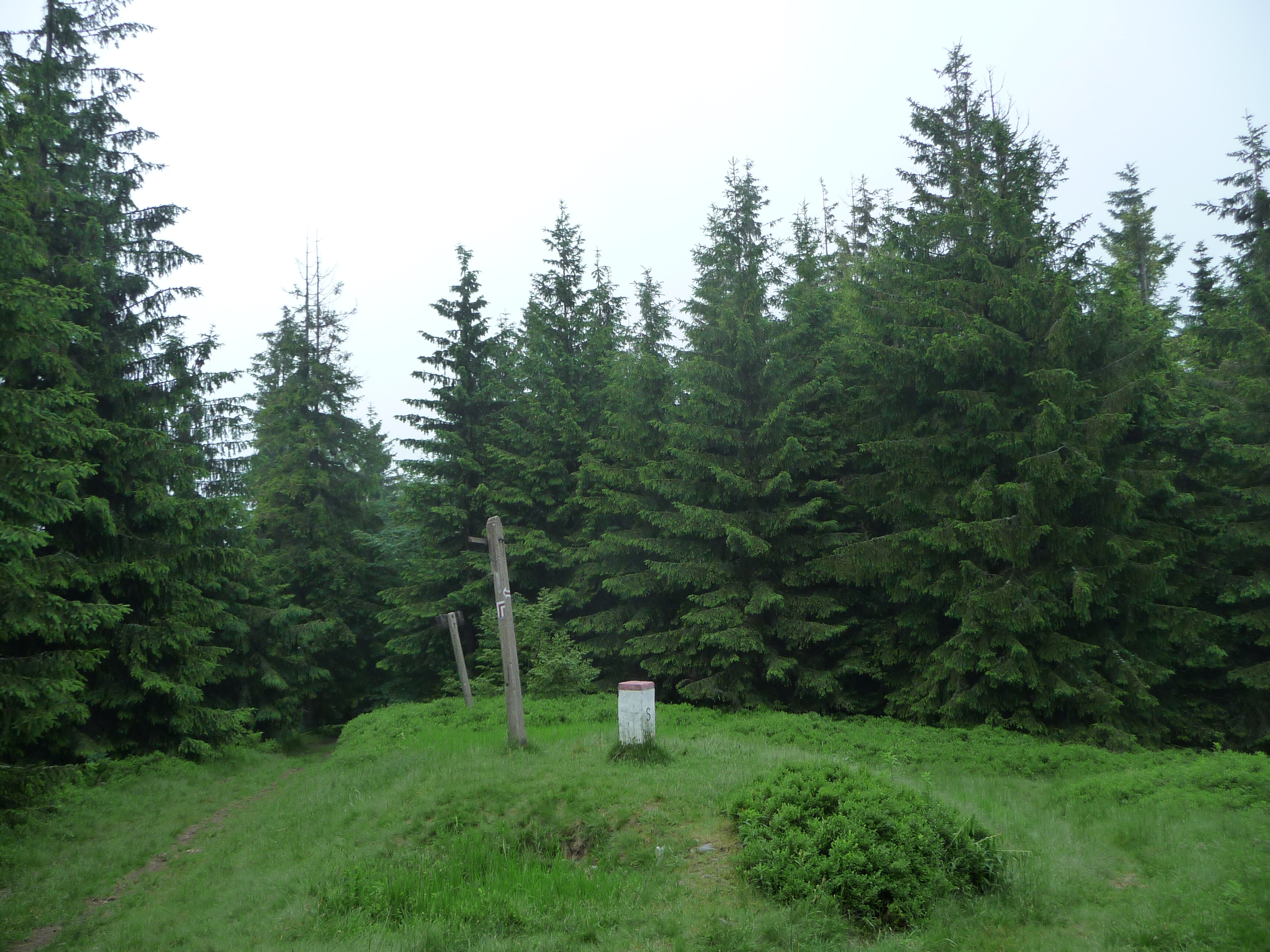
Крайняя Северная точка Словакии

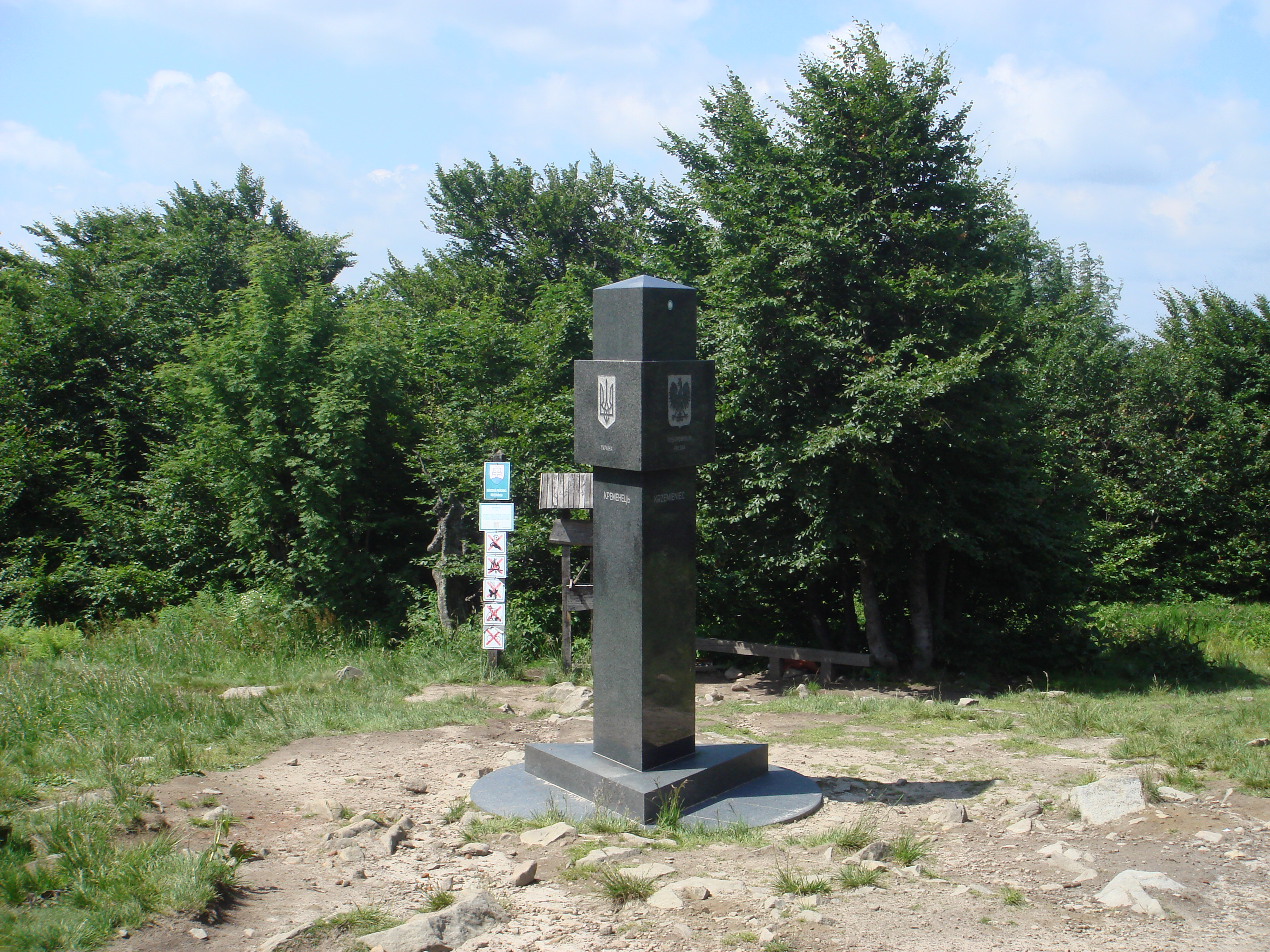
Крайняя восточная точка Словакии на горе Кременец, где проходит граница между Украиной(Закарпатская область), Польшей и Словакией

## По высоте над уровнем моря

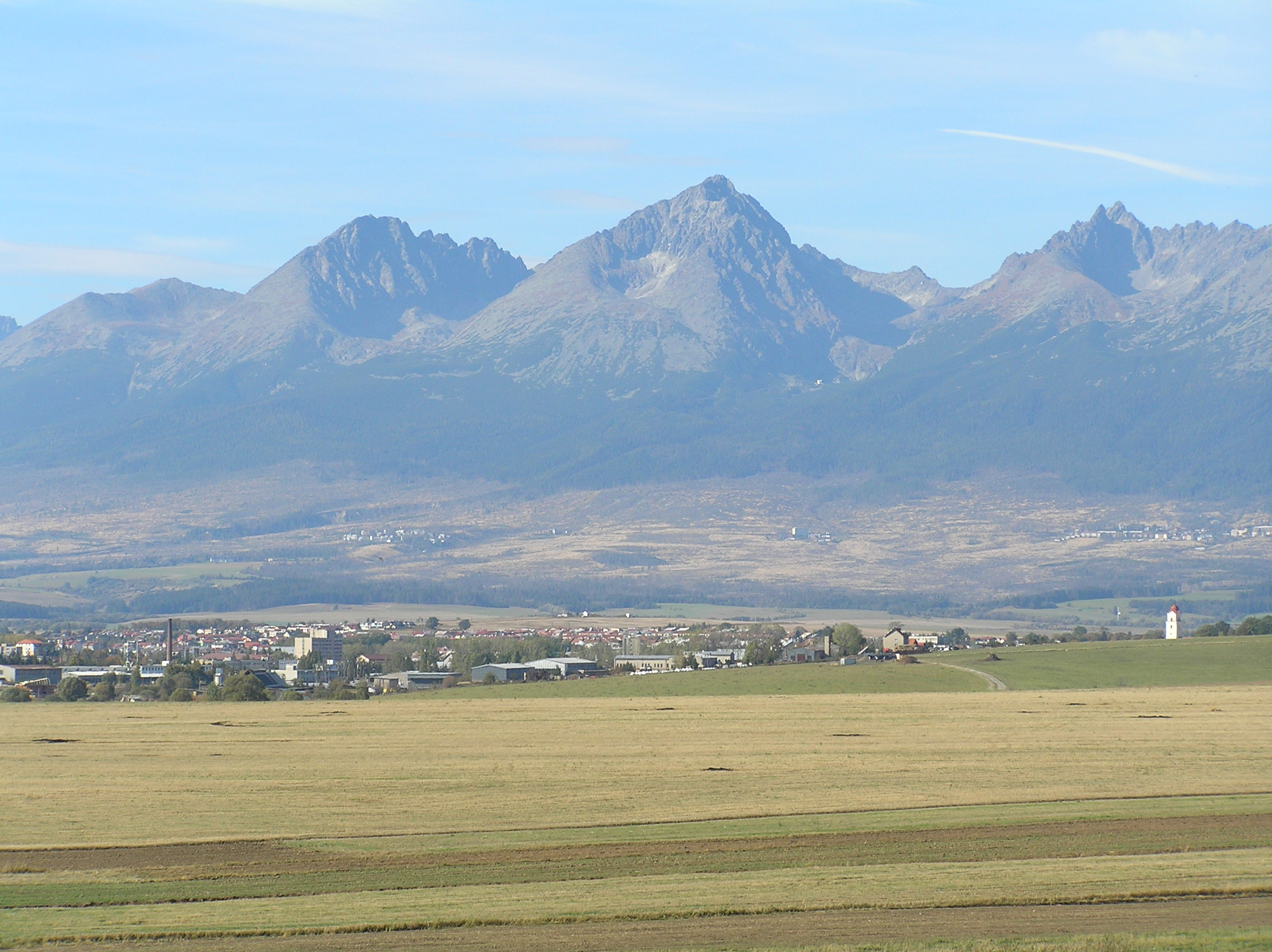
Герлаховски-Штит — самая высокая точка Словакии

Крайние точки Словакии по высоте над уровнем моря находятся:
- самая высокая — гора Герлаховски-Штит,[1] в хребте гор Высокие Татры[1], который находится в Прешовском крае[1]; высота составляет 2655 метров[1];
- самая низкая — деревня Стреда-над-Бодрогом[1] недалеко от Требишова, в Кошицком крае[6]; высота составляет 94 метра[1].

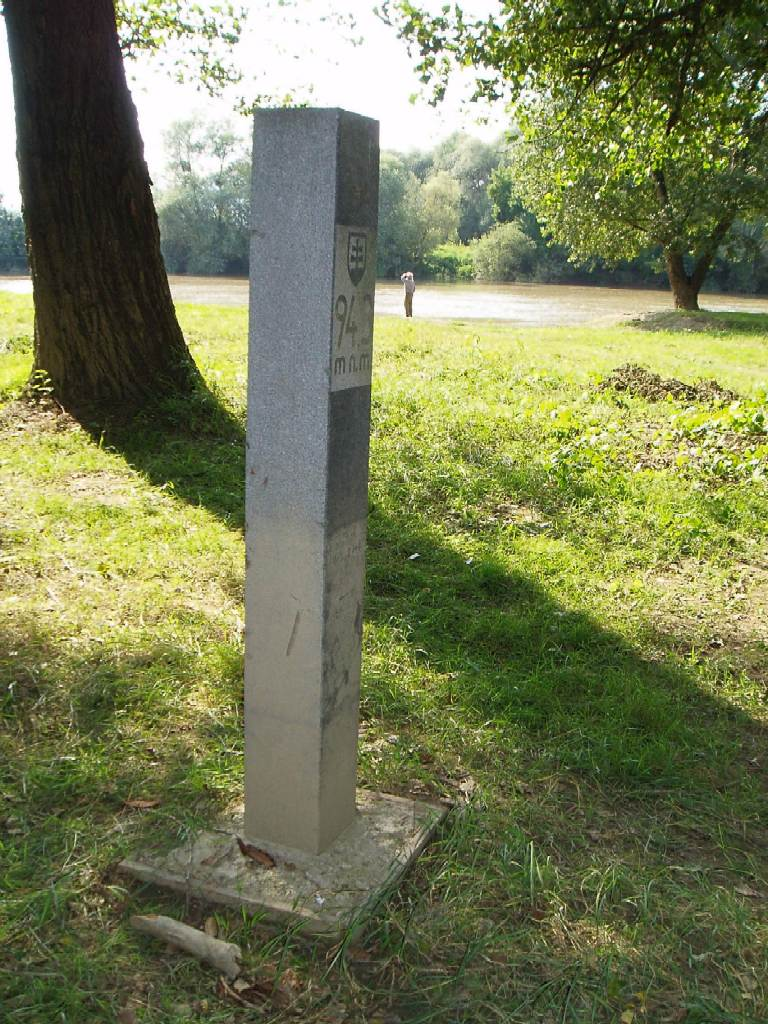
Самая низкая точка Словакии

Перепад высот между ними составляет 2561 метр.